# Poul Ennigarð
Poul Ennigarð (Gøta, 29 luglio 1977) è un ex calciatore faroese, di ruolo difensore.